# Гросето
Гросето (итал. Grosseto) град је у средишњој Италији. Гросето је највећи град и средиште округа Гросето у оквиру италијанске покрајине Тоскана.

## Географија
Град Гросето налази се у средишњем делу Италије, 80 км јужно од Фиренце, седишта покрајине. Град је једнино веће и значајније насеље у јужном делу покрајине, у области Марема. Град се налази у долини реке Омброне, која се 14 километара западно улива у оближње Тиренско море. Иако је Гросето смештен у приобалној равници, брдски крајеви пружају се северно и јужно од града.

### Клима
| Клима (Гросето)             | Клима (Гросето) | Клима (Гросето) | Клима (Гросето) | Клима (Гросето) | Клима (Гросето) | Клима (Гросето) | Клима (Гросето) | Клима (Гросето) | Клима (Гросето) | Клима (Гросето) | Клима (Гросето) | Клима (Гросето) | Клима (Гросето) |
| Показатељ \ Месец           | .Јан.           | .Феб.           | .Мар.           | .Апр.           | .Мај.           | .Јун.           | .Јул.           | .Авг.           | .Сеп.           | .Окт.           | .Нов.           | .Дец.           | .Год.           |
| --------------------------- | --------------- | --------------- | --------------- | --------------- | --------------- | --------------- | --------------- | --------------- | --------------- | --------------- | --------------- | --------------- | --------------- |
| Апсолутни максимум, °C (°F) | 19,9 (67,8)     | 22,6 (72,7)     | 25,6 (78,1)     | 28,4 (83,1)     | 33,6 (92,5)     | 39,0 (102,2)    | 38,8 (101,8)    | 40,2 (104,4)    | 36,2 (97,2)     | 30,6 (87,1)     | 27,0 (80,6)     | 20,2 (68,4)     | 40,2 (104,4)    |
| Средњи максимум, °C (°F)    | 11,9 (53,4)     | 13,0 (55,4)     | 15,1 (59,2)     | 17,9 (64,2)     | 22,2 (72)       | 26,4 (79,5)     | 29,9 (85,8)     | 29,8 (85,6)     | 26,5 (79,7)     | 21,7 (71,1)     | 16,2 (61,2)     | 12,6 (54,7)     | 29,9 (85,8)     |
| Средњи минимум, °C (°F)     | 2,7 (36,9)      | 3,3 (37,9)      | 4,6 (40,3)      | 6,8 (44,2)      | 10,2 (50,4)     | 13,9 (57)       | 16,7 (62,1)     | 17,1 (62,8)     | 14,7 (58,5)     | 11,2 (52,2)     | 6,8 (44,2)      | 3,7 (38,7)      | 2,7 (36,9)      |
| Апсолутни минимум, °C (°F)  | −13,2 (8,2)     | −13,0 (8,6)     | −7,7 (18,1)     | −2,6 (27,3)     | −0,2 (31,6)     | 5,2 (41,4)      | 8,8 (47,8)      | 10,0 (50)       | 6,6 (43,9)      | −0,6 (30,9)     | −5,2 (22,6)     | −10,0 (14)      | −13,2 (8,2)     |
| Количина падавина, mm (in)  | 64,1 (25,24)    | 56,7 (22,32)    | 56,2 (22,13)    | 49,6 (19,53)    | 39,9 (15,71)    | 27,1 (10,67)    | 20,2 (7,95)     | 37,4 (14,72)    | 64,5 (25,39)    | 86,8 (34,17)    | 93,8 (36,93)    | 64,9 (25,55)    | 661,2 (260,31)  |
| [ тражи се извор ]          |                 |                 |                 |                 |                 |                 |                 |                 |                 |                 |                 |                 |                 |

## Становништво
Према резултатима пописа становништва 2011. у општини је живело 78.630 становника.
| 1931.  | 1936.  | 1951.  | 1961.  | 1971.  | 1981.  | 1991.  | 2001.  | 2011.  |
| ------ | ------ | ------ | ------ | ------ | ------ | ------ | ------ | ------ |
| 23.088 | 26.383 | 38.190 | 51.730 | 62.590 | 69.523 | 71.257 | 71.263 | 78.630 |

Гросето данас има око 80.000 становника, махом Италијана. Током протеклих деценија у град се доселило много досељеника из иностранства.

## Партнерски градови
- Шимкент
- Котбус
- Нарбон
- Монтреј
- Saintes-Maries-de-la-Mer

## Галерија
- Пешачка улица Кардуци
- Градска катедрала
- Палата де Монте
- Очуване градске зидине